# Orquestra Simfònica de Barcelona i Nacional de Catalunya
L'Orquestra Simfònica de Barcelona i Nacional de Catalunya també molt coneguda pel seu acrònim OBC, és l'orquestra simfònica més important de Catalunya i una de les més importants d'Espanya. L'Orquestra té el compromís de divulgar la música clàssica i contemporània de totes les cultures i tendències, donant prioritat a la difusió dels compositors catalans. Al mateix temps, l'Orquestra participa activament en els concerts escolars i les diverses activitats que organitza el Servei Educatiu de L'Auditori.

## Història
Aquesta orquestra es va fundar l'any 1944 sota la direcció del Mestre Eduard Toldrà com a Orquestra Municipal de Barcelona. L'any 1962, Rafael Ferrer pren el relleu fins a l'any 1967, quan l'orquestra, sota la direcció d'Antoni Ros-Marbà, passa a anomenar-se Orquestra Ciutat de Barcelona (OCB), nom que durà fins que l'any 1994 passà a integrar-se al Consorci de l'Auditori i l'Orquestra format per l'Ajuntament i la Generalitat i adoptà el nom actual: Orquestra Simfònica de Barcelona i Nacional de Catalunya. Des de l'any 1999, té com a seu pròpia L'Auditori de Barcelona, obra de l'arquitecte Rafael Moneo.
A partir de la temporada 2006-2007 el nou director titular fou Eiji Oue, essent els mestres Franz-Paul Decker i Ernest Martínez Izquierdo els principals directors invitats i Christian Zacharias el director del Festival Mozart. La temporada 2010-11 va assumir la titularitat en la direcció l'asturià Pablo González Bernardo. Des de la temporada 2015-2016 el director titular és el japonès Kazushi Ono.

## Concerts
L'orquestra fa una mitjana de noranta concerts l'any (normalment, tres la setmana (divendres a les 20.30h, dissabtes a les 19h i diumenges a les 11h), durant la temporada) amb gires a diferents ciutats de Catalunya, Espanya i l'estranger. Cada temporada estrena algunes peces encarregades a músics catalans i espanyols. La temporada estable compta amb uns 10.000 abonats i 145.000 espectadors.

## Trajectòria, premis, gires
En els més de 60 anys de trajectòria, l'Orquestra ha programat nombroses estrenes i ha realitzat diversos enregistraments discogràfics amb Decca, EMI, Auvidis, Koch, Claves, Naxos, Telarc i BIS, entre d'altres, amb obres de Montsalvatge, Gerhard, Falla, D'Albert, Albéniz, Donhány, Bartók, Bizet i amb intèrprets destacats del panorama internacional.
L'OBC ha guanyat el Grammy Llatí al "Millor àlbum de música clàssica" en tres ocasions: l'any 2000 amb el CD La Dolores de Bretón, l'any 2004 amb el CD Carmen Symphony de José Serebrier, dirigida pel mateix autor, i l'any 2006 amb el CD Rhapsody in blue dirigida per Ernest Martinez Izquierdo amb Michel Camilo al piano. D'altra banda, l'Orquestra ha mantingut una activitat artística continuada a l'estranger, amb gires per diferents països d'Europa, Àsia i Estats Units. Aquestes gires li han permès actuar en sales de renom com el Carnegie Hall de Nova York i prendre part en festivals internacionals com el The Proms al Royal Albert Hall de Londres.

## Directors titulars
- Eduard Toldrà (1944-1962)
- Rafael Ferrer (1962-1967)
- Antoni Ros-Marbà (1967-1978, 1981-1986)
- Salvador Mas (1978-1981)
- Franz-Paul Decker (1986-1991)
- Luis Antonio García Navarro, (1991-1993)
- Lawrence Foster (1996-2002)
- Ernest Martínez Izquierdo (2002-2006)
- Eiji Oue (2006-2010)
- Pablo González (2010-2015)
- Kazushi Ono (2015-2022)
- Ludovic Morlot (2022-)

## Col·laboracions
Han col·laborat amb l'OBC directors i solistes de gran renom.
Directors
- Eliahu Inbal
- Jesús López Cobos
- Daniel Barenboim
- Christopher Hogwood
- Mario Rossi
- Víctor Pablo Pérez
- Dmitrij Kitajenko
- Leonard Slatkin
- Emmanuel Krivine
- Yakov Kreizberg
- Giovanni Antonini
- Christian Zacharias
- José Serebrier
- Michel Camilo
- Heinz Fricke

Cantants
- Victoria de los Ángeles
- Montserrat Caballé
- Barbara Hendricks
- Ute Lemper
- Kiri Te Kanawa
- Violeta Urmana

Pianistes
- Alicia de Larrocha
- Ferran Cruixent
- Martha Argerich
- Arcadi Volodos
- Michel Camilo
- Rudolf Buchbinder
- Radu Lupu
- Nikita Magaloff
- Carme Bravo

Violinistes, violoncel·listes
- Anne-Sophie Mutter
- Arabella Steinbacher
- Christian Tetzlaff
- Elisabeth Batiashvili
- Frank Peter Zimmermann
- Gidon Kremer
- Gil Shaham
- Hilary Hahn
- Ida Haendel
- Ilya Gringolts
- Joshua Bell
- Julian Rachlin
- Henryk Szeryng
- Lluís Claret
- Midori
- Misha Maisky
- Patricia Kopatchinskaja
- Pinchas Zukerman
- Renaud Capuçon
- Sarah Chang
- Shlomo Mintz
- Steven Isserlis
- Truls Mørk
- Vadim Repin